# غوتشي مين
غوتشي ميْن  (بالإنجليزية: Gucci Mane) (من مواليد 12 فبراير 1980 في برمنغهام، ألاباما) هو مغني أمريكي بدأ مسيرته الفنية عام 2005.

## روابط خارجية
- غوتشي مين على موقع IMDb (الإنجليزية)
- غوتشي مين على موقع روتن توميتوز (الإنجليزية)
- غوتشي مين على موقع ميوزك برينز (الإنجليزية)
- غوتشي مين على موقع رولينغ ستون (الإنجليزية)
- غوتشي مين على موقع إن إن دي بي (الإنجليزية)
- غوتشي مين على موقع أول ميوزيك (الإنجليزية)
- غوتشي مين على موقع ديسكوغز (الإنجليزية)
- غوتشي مين على موقع ديسكوغز (الإنجليزية)
- غوتشي مين على موقع قاعدة بيانات الفيلم (الإنجليزية)